# Ficus phatnophylla
Ficus phatnophylla är en mullbärsväxtart som beskrevs av Friedrich Ludwig Diels. Ficus phatnophylla ingår i släktet fikonsläktet, och familjen mullbärsväxter. Inga underarter finns listade i Catalogue of Life.